# Монро, Джеймс
Дже́ймс Монро́ (англ. James Monroe; 28 апреля 1758, Вашингтон-Пэриш, Вирджиния — 4 июля 1831, Нью-Йорк) — американский политический и государственный деятель, пятый президент США (1817—1825); юрист, дипломат, один из отцов-основателей США. Член Демократическо-республиканской партии, Монро был последним президентом так называемой Вирджинской династии. Наиболее известен тем, что издал доктрину Монро, в которой декларировались принципы внешней политики США, направленной на противодействие европейскому колониализму в Новом Свете. Он также был губернатором штата Вирджиния, членом Сената США, послом США во Франции и Великобритании, седьмым государственным секретарём и восьмым военным министром.
Монро родился в семье вирджинских плантаторов, служил в Континентальной армии во время американской войны за независимость. С 1780 по 1783 год изучал право при Томасе Джефферсоне, затем служил делегатом на Континентальном конгрессе. Будучи членом Ратификационного совета Вирджинии, Монро выступил против ратификации Конституции Соединённых Штатов. В 1790 году он победил на выборах в Сенат, где стал лидером Демократическо-республиканской партии. Он покинул Сенат в 1794 году, чтобы стать послом при президенте Джордже Вашингтоне во Франции, но Вашингтон отозвал его в 1796 году. Монро победил на выборах губернатора Вирджинии в 1799 году и решительно поддержал кандидатуру Джефферсона на президентских выборах 1800 года.
Будучи специальным послом президента Джефферсона, Монро помог договориться о покупке Луизианы, благодаря которой площадь территории США почти удвоилась. В 1806 году он подготовил проект соглашения с Англией («Соглашение Монро — Пинкни»), который был отклонён Джеймсом Мэдисоном, что привело к разрыву Монро с Мэдисоном. Он безуспешно бросил вызов Мэдисону на президентских выборах 1808 года, но в апреле 1811 года он вступил в администрацию Мэдисона в качестве государственного секретаря. На более поздних этапах войны 1812 года Монро одновременно являлся государственным секретарём и военным секретарём Мэдисона. Его военное руководство сделало его очевидным наследником Мэдисона, и он легко победил кандидата от Федералистской партии Руфуса Кинга на президентских выборах 1816 года.
Президентство Монро совпало с Эрой доброго согласия, поскольку Федералистская партия (США) распалась как национальная политическая сила. Как президент, Монро подписал «Миссурийский компромисс», который признал Миссури рабовладельческим штатом, и запретил рабство на территориях к северу от параллели 36° 30' северной широты. В международных делах Монро и государственный секретарь Джон Куинси Адамс выступали за политику примирения с Великобританией и политику экспансии против Испанской империи. По соглашению Адамса-Ониса 1819 года с Испанией Соединённые Штаты получили Флориду и установили её западную границу с Новой Испанией. В 1823 году Монро объявил о неприятии Соединёнными Штатами любой европейской интервенции в недавно обретших независимость странах Северной и Южной Америки с помощью доктрины Монро, которая стала вехой в американской внешней политике. Монро был членом Американского колонизационного общества, которое поддержало колонизацию Африки освобождёнными рабами, и столица Либерии Монровия названа в его честь. После ухода на пенсию в 1825 году Монро страдал от финансовых трудностей. Он скончался в Нью-Йорке 4 июля 1831 года. Историческая классификация президентов обычно относит Монро ко второй (из четырёх) категории президентов.

## Ранние годы
Джеймс Монро родился 28 апреля 1758 года в округе Уэстморленд, британская колония Виргиния, в семье плантатора Спенса Монро (1727—1774) и Элизабет Джонс (1730—1772). Помимо Джеймса, в семье было ещё четверо детей: Элизабет, Спенс, Эндрю и Джозеф Джонс. Руины усадьбы Монро в 1979 году была включены в Национальный реестр исторических мест.
Его прапрадед по отцовской линии Патрик Эндрю Монро эмигрировал в Америку из Шотландии в середине XVII века. Он происходил из древнего шотландского клана Манро. В 1650 году он запатентовал большой участок земли в округе Вашингтон, округ Уэстморленд, штат Вирджиния. Мать Монро была дочерью богатого иммигранта по имени Джеймс Джонс, который иммигрировал из Уэльса и поселился в соседнем округе Кинг-Джордж, штат Вирджиния. Джонс был архитектором. Также среди предков Джеймса Монро были французские иммигранты гугеноты, которые прибыли в Вирджинию в 1700 году.
В возрасте одиннадцати лет Монро был зачислен в школу, которую посещал всего одиннадцать недель в году, так как его труд требовался на ферме. За это время у Монро сложилась дружба на всю жизнь со старшим одноклассником Джоном Маршаллом. Мать Монро умерла в 1772 году, а отец — два года спустя. Хотя он и унаследовал имущество от обоих своих родителей, шестнадцатилетний Монро был вынужден уйти из школы, чтобы помогать своим младшим братьям. Его бездетный дядя по матери, Джозеф Джонс, стал им приёмным отцом. Джонс, член Палаты Бюргеров, отвёз Монро в Уильямсберг, столицу колонии, и записал его в колледж Уильяма и Мэри. Джонс также представил Монро таким известным вирджинцам, как Томас Джефферсон, Патрик Генри и Джордж Вашингтон. В 1774 году в Тринадцати колониях усилилась оппозиция британскому правительству в ответ на «Невыносимые законы», и Вирджиния направила делегацию на Первый континентальный конгресс. Монро стал участвовать в противостоянии лорду Данмору, губернатору колониальной провинции Вирджиния, и он принял участие в штурме Дворца губернатора.

### Участие в войне за независимость
В начале 1776 года, примерно через полтора года после его зачисления, Монро бросил колледж и вступил в 3-й Вирджинский пехотный полк Континентальной армии. В армии ценили грамотность, поэтому Монро получил звание лейтенанта, и стал служить под командованием капитана Уильяма Вашингтона. После нескольких месяцев обучения Монро и семьсот вирджинских пехотинцев были призваны на север, для участия в Кампании в Нью-Йорке и Нью-Джерси. Вскоре после прибытия вирджинцев началось отступление Вашингтона из Нью-Йорка в Нью-Джерси, а затем через реку Делавэр в Пенсильванию. В декабре Монро участвовал в переправе через Дэлавер и в сражении при Трентоне. Хотя атака была успешной, Монро чуть не погиб во время боя. После сражения Джордж Вашингтон поблагодарил Монро и Уильяма Вашингтона за проявленную храбрость и повысил Монро до звания капитана. После того, как зажили раны, Монро вернулся в Вирджинию, чтобы сформировать свою собственную пехотную роту. Участие Монро в битве было увековечено в картине Джона Трамбулла «Захват гессенцев в Трентоне», а также на полотне Эмануэля Лойце «Вашингтон переправляется через Делавэр».
На вербовку роты у Монро не хватило средств, поэтому Монро попросил вернуть его в армию. Он был определён в штаб генерала Уильяма Александра, лорда Стирлинга. В это время он близко подружился с маркизом Лафайетом, который изложил ему свой взгляд на эту войну как часть борьбы против религиозной и политической тирании во всём мире. Монро принял участие в Филадельфийской кампании и провёл зиму 1777—1778 года в лагере Велли-Фордж, в одной избе с Лафайеттом. Он участвовал в сражении при Монмуте, после чего в декабре 1778 года подал в отставку и присоединился к своему дяде в Филадельфии. Когда англичане захватили Саванну, в Вирджинии было решено набрать четыре полка, и Монро отправился в Вирджинию, надеясь получить в командование какое-нибудь подразделение. Имея рекомендации от Вашингтона, Стирлинга и Александра Гамильтона, он добился звания подполковника и возглавил один из полков. Но полк снова не удалось набрать, и Монро вернулся в Уильямсберг и стал изучать право.

## Плантации и рабовладение
Монро продал свою небольшую унаследованную плантацию в Вирджинии в 1783 году, чтобы законно войти в политику. Позже он осуществил свою юношескую мечту стать владельцем крупной плантации и обладать великой политической властью, но его плантация никогда не была прибыльной. Хотя он владел большим количеством земельных участков и многочисленными рабами, он редко проводил здесь время, чтобы наблюдать за порядком и работой. Надзиратели жестоко обращались с рабами, чтобы увеличить прибыль, но это не помогало. У Монро были долги, из-за своей любви к роскоши и дорогому образу жизни он часто продавал имущество (включая рабов), чтобы расплатиться с кредиторами. В то же время смотрители перемещали или разделяли семьи рабов с разных плантаций Монро в соответствии с потребностями производства и обслуживания каждой плантации. Один из рабов Монро по имени Дэниел часто убегал с плантации в округе Албермарл, чтобы навестить членов своей семьи или других рабов. Монро обычно называл Дэниела «негодяем» и описывал его «бесполезность» как беглого раба. Перемещение и разделение семей были обычной практикой обращения с рабами на юге США.

## Ранняя политическая карьера

### Политика Виргинии
В 1782 году Монро был избран в Палату делегатов Виргинии. После работы в Исполнительном совете Вирджинии он в ноябре 1783 года был избран в Конгресс Конфедерации и служил в Аннаполисе до созыва Конгресса в Трентоне в июне 1784 года. В общей сложности Монро прослужил три года, после чего ушёл с должности по правилу ротации. К тому времени правительство собиралось во временной столице, Нью-Йорке. Служа в Конгрессе, Монро стал защитником западной экспансии и основным автором Ордонанса 1785 года, который регулировал заселение Северо-запада. Созданная им система вскоре вошла в Северо-западный ордонанс, принятый конгрессом в 1787 году. Согласно этому закону была создана Северо-западная территория и создана администрация на пространствах западнее Пенсильвании и севернее реки Огайо. В этот период Джефферсон оставался его идейным наставником, и через него Монро познакомился в Джеймсом Мэдисоном.
Монро ушёл из Конгресса в 1786 году, чтобы сосредоточиться на своей юридической карьере, и стал государственным прокурором. В 1787 году Монро победил на выборах на новый срок в палате делегатов Вирджинии. Хотя он стал откровенно говорить о своём желании реформировать Статьи Конфедерации, он не смог принять участие в Филадельфийского конвента из-за своих обязательств. В 1788 году Монро стал делегатом Ратификационной конвенции Виргинии. В Виргинии шла борьба за ратификацию предложенной Конституции предполагало столкновения между федералистами и антифедералистами, Виргиния придерживались полного спектра мнений о достоинствах предлагаемых изменений в национальном правительстве. Вашингтон и Мэдисон были ведущими сторонниками, а Патрик Генри и Джордж Мейсон были их ведущими противниками. Те, кто удерживал середину в идеологической борьбе, стали центральными фигурами. Во главе с Монро и Эдмундом Пендлтоном, эти «федералисты, выступающие за поправки», раскритиковали отсутствие билля о правах и обеспокоены передачей налоговых полномочий центральному правительству. После того, как Мэдисон полностью изменился и пообещал принять законопроект о правах, конвенция Виргинии ратифицировала конституцию узким голосованием, хотя сам Монро проголосовал против него. Виргиния была десятым штатом, ратифицировавшим Конституцию, и все тринадцать штатов в конечном итоге ратифицировали этот документ.

### Сенатор
Генри и другие антифедералисты надеялись избраться в Конгресс, который внёс бы поправку в Конституцию, чтобы отобрать большинство предоставленных ему полномочий («покончить с собой [своим] авторитетом», как выразился Мэдисон). Генри нанял Монро стать соперником Мэдисона за место в Первом конгрессе, и он был законодательный орган Виргинии сделать округом, предназначенный для избрания Монро. Во время кампании Мэдисон и Монро часто путешествовали вместе, и выборы не разрушили их дружбу. Мэдисон одержал победу над Монро, набрав 1308 голосов по сравнению с 972 голосами Монро. После поражения Монро вернулся к своей работе и занялся своей фермой в Шарлоттсвилле. После смерти сенатора Уильяма Грейсона в 1790 году, Монро был избран на оставшуюся часть срока.
Во время президентства Джорджа Вашингтона политика США становилась все более поляризованной между сторонниками госсекретаря Джефферсона и федералистами во главе с министром финансов Александром Гамильтоном. Монро твёрдо стоял вместе с Джефферсоном, выступая против сильного центрального правительства Гамильтона и сильной исполнительной власти. Демократическо-республиканская партия объединилась вокруг Джефферсон и Мэдисона, и Монро стал одним из лидеров «Неоперившейся» партии в Сенате. Он также помог организовать противостояние Джону Адамсу на выборах 1792 года, хотя Адамс и победил Джорджа Клинтона. В течение 1790-х годов французские революционные войны стали доминировать во внешней политике США, причём британские и французские рейды угрожали торговле США с Европой. Как и большинство других джефферсоновцев, Монро поддерживал Французскую революцию, но последователи Гамильтона были склонны больше симпатизировать Британии. В 1794 году, надеясь найти способ избежать войны с обеими странами, Вашингтон назначил Монро своим послом во Франции. В то же время он назначил англофила федералиста Джона Джея своим послом в Великобритании.

### Посол во Франции
После прибытия во Францию Монро обратился к Национальному конвенту, и получил овацию за свою речь, посвящённую республиканизму. На начальном этапе он добился нескольких дипломатических успехов, включая защиту торговли США от французских нападений. Он также использовал своё влияние, чтобы добиться освобождения Томаса Пейна и Адрианы де Лафайет, жены маркиза де Лафайета. Через несколько месяцев после прибытия Монро во Францию, США и Великобритания заключили Договор Джея который возмутил и французов, и Монро — которые ничего не знали о договоре до его публикации. Несмотря на негативное влияние договора Джея на франко-американские отношения, Монро добился французской поддержки права США на судоходство по реке Миссисипи, устье которой контролировалось Испанией, а в 1795 году США и Испания подписали договор Пинкни. Договор предоставил США ограниченные права на использование порта Новый Орлеан.
Но Вашингтон решил, что Монро неэффективен, деструктивен и не сможет защитить национальные интересы, поэтому он отозвал Монро в ноябре 1796 года. Вернувшись в свой дом в Шарлоттсвилле, он возобновил свою двойную карьеру фермера и адвоката. Джефферсон и Мэдисон убеждали Монро баллотироваться в Конгресс, но вместо этого Монро решил сосредоточиться на делах своего штата.
В 1798 году Монро опубликовал книгу «A View of the Conduct of the Executive, in the Foreign Affairs of the United States: Connected with the Mission to the French Republic, During the Years 1794, 5, and 6». Это была подробная защита его деятельности на посту министра во Франции. Он последовал совету своего друга Роберта Ливингстона, который рекомендовал воздержаться от резких высказываний в адрес Вашингтона. Тем не менее, он жаловался на то, что слишком часто правительство США было слишком близко к Британии, особенно в деле договора Джея. Вашингтон сделал пометки на своём экземпляре, написав: «Правда в том, что мистера Монро лестью и угодничеством заставили верить в странные вещи. Он стал готов на всё, что угодно для той нации, неохотно отстаивая права своей собственной».

### Противостояние и борьба с Александром Гамильтоном
Ещё в 1792 году Монро (в то время сенатор) расследовал дело о коррупции и неправомерном использовании федеральных средств, предназначенных для выплаты ветеранам войны за независимость, и столкнулся с утверждениями, что в деле был замешан министр финансов Александр Гамильтон. Монро, Фредерик Муленберг и Авраам Вэнэбл решили, что Гамильтон платил Джеймсу Рейнольдсу, который участвовал финансовых махинациях с государственными деньгами. Следственный комитет подготовил доклад для Джорджа Вашингтона, но ещё до отправки в дело вмешался Гамильтон. Гамильтон признался в романе с женой Рейнольдса, Марией и заявил, что Рейнольдс узнал об их отношениях и шантажировал его письмами, чтобы доказать его связь. Следователи немедленно прекратили дело, и Монро пообещал Гамильтону, что дело (известное сейчас как Дело Гамильтона — Рейнольдса) не будет разглашено.
Когда другой подозреваемый по этому делу, Джейкоб Клингман, рассказал Марии Рейнольдс о словах Гамильтона про их роман, Мария заявила, что это ложь, а письма были подделаны, чтобы помочь скрыть коррупционные схемы. Клингман отправился к Монро, что бы рассказать новые подробности. Монро выслушал Клингмана, записал этот разговор, и отправил всё дело своему другу, вероятно Томасу Джефферсону, на хранение. Но секретарь, который занимался ведением документов, сделал копии и передал их писателю-скандалисту Джеймсу Каллендеру.
Пять лет спустя, вскоре после того, как Монро был отозван из Франции, Каллендер опубликовал обвинения против Гамильтона на основе этих записей. Гамильтон и его жена думали, что это была месть Монро за то, что его отозвали с Франции, и написали Монро письмо со своими возражениями. Последовала встреча, на которой Гамильтон обвинил Монро во лжи и вызвал его на дуэль. Слова были явно сказаны сгоряча, но Монро ответил: «Я готов, доставайте ваши пистолеты». Вмешались секунданты и при их содействии дело было решено миром, а Гамильтон получил материалы следствия. Гамильтон не удовлетворился этими объяснениями и последовала переписка, в ходе которой Гамильтон снова вызвал Монро на дуэль. Монро выбрал секундантом Аарона Берра, который решил, что это «ребячество» и в итоге сумел примирить противников.

## Губернатор Виргинии и дипломат

### Губернатор Вирджинии
В 1799 году на партийном голосовании законодательного собрания Вирджинии, Монро был избран губернатором. Он оставался на этом посту до 1802 года. Конституция Вирджинии наделяла губернатора очень небольшими полномочиями, кроме командования ополчением. Монро использовал свой статус, чтобы убедить законодателей усилить участие государства в сфере транспорта и образования, а также повысить уровень подготовки милиции. Монро также ввёл практику ежегодных обращений губернатора к законодательному собранию, в которых он обозначал основные направления деятельности Законодательного собрания. Монро также приложил усилия по созданию первой тюрьмы в штате, и стал заменять тюремным заключением другие, часто более суровые, наказания. В 1800 году Монро вызвал вирджинское ополчение, чтобы подавить восстание Габриэля, восстание рабов на плантации в шести милях от столицы Ричмонда. Габриэль и 27 других участников мятежа были повешены за измену.
Монро думал, что иностранные агенты и федералистские элементы привели к Квазивойне 1798—1800 годов, и он решительно поддержал кандидатуру Томаса Джефферсона на пост президента в 1800 году. Федералисты также подозрительно относились к Монро, некоторые считали его в лучшем случае французским обманщиком, а в худшем — предателем. Имея право назначать представителей избирательных органов в Вирджинии, Монро использовал своё влияние, чтобы помочь Джефферсону победить в президентских выборах в Вирджинии. Он также рассматривал возможность использовать ополчение Вирджинии, чтобы повлиять на выборы в пользу Джефферсона. Джефферсон победил на выборах 1800 года, и он назначил Мэдисона своим государственным секретарём. Как член партии Джефферсона и лидер крупнейшего государства в стране, Монро стал одним из двух наиболее вероятных преемников Джефферсона, наряду с Мэдисоном.

### Луизианская покупка и посол в Великобритании
Когда у Монро закончился губернаторский срок, президент Джефферсон отправил его обратно во Францию, чтобы помочь послу Роберту Ливингстону в переговорах по покупке Луизианы. В соответствии с Сан-Ильдефонсоским договором 1800 года, Франция приобрела территорию Луизианы у Испании; в то время многие в США считали, что Франция также приобрела Западную Флориду по тому же договору. Первоначально американская делегация стремилась приобрести Западную Флориду и город Новый Орлеан, который контролировал торговлю по реке Миссисипи. Решив приобрести Новый Орлеан, даже если это означало войну с Францией, Джефферсон также разрешил Монро заключить союз с англичанами, если французы откажутся продавать город.
Встретившись с Франсуа Барбе-Марбуа, министром иностранных дел Франции, Монро и Ливингстон договорились о покупке всей территории Луизианы за 15 миллионов долларов; соглашение стало известно как «Луизианская покупка». Согласившись на покупку, Монро нарушил свои инструкции, которые позволили выделить только 9 миллионов долларов на покупку Нового Орлеана и Западной Флориды. Французы не признавали, что Западная Флорида оставалась во владении Испании, поэтому Соединённые Штаты в последующие несколько лет утверждали, что Франция продала им Западную Флориду. Хотя Джефферсон и не поручал покупать всю Луизиану, он поддерживал действия Монро, которые гарантировали Соединённым Штатам экспансию на Запад. Преодолев сомнения в том, что разрешает ли Конституция покупку иностранной территории, Джефферсон все же получил одобрение Конгресса на покупку Луизианы, и это приобретение удвоило размер Соединённых Штатов. В 1805 году Монро поедет в Испанию, чтобы попытаться выиграть уступки Западной Флориде, но, после отставки Руфуса Кинга, Монро был назначен послом в Великобритании в 1803 году. Самым большим спором между Соединёнными Штатами и Великобританией был вопрос принудительной вербовки на флот американских моряков. Многие американские торговые суда нанимали британских моряков, которые либо бросали, либо уклонялись от призыва на военную службу, и британцы часто производили принудительную вербовку моряков на американских судах в надежде подавить их проблемы с рабочей силой. Многие из моряков, которых они вербовали, никогда не были британскими подданными, и Монро было поручено убедить британцев прекратить практику вербовки. Монро не добился большого успеха в этом начинании. Монро продолжал служить послом в Великобритании до 1807 года.
В 1806 году он вёл переговоры по соглашению Монро — Пинкни с Великобританией. Это продлило бы сойский договор 1794 года, срок действия которого истёк через десять лет. Джефферсон интенсивно боролся с Джэйским договором в 1794-95, потому что он чувствовал, что это позволит британцам подорвать американский республиканизм, Договор обеспечил десять лет мира и очень прибыльной торговли для американских торговцев, но Джефферсон все ещё был против. Когда Монро и британцы подписали новый договор в декабре 1806 года, Джефферсон отказался представить его в Сенат для ратификации. Хотя договор предусматривал ещё десять лет торговли между Соединёнными Штатами и Британской империей и давал американским торговцам гарантии, которые были бы полезны для бизнеса, Джефферсон был недоволен, что он не положил конец ненавистной британской практике вербовки, и отказался дать согласия до потенциального оружия коммерческой войны против Британии. Президент не пытался заключать ещё один договор, и в результате все это привело к войне в 1812—1815 гг. Монро был разбит отказом администрации от договора, в итоге это привело к ссоре с государственным секретарём Джеймсом Мэдисоном.

### Выборы 1808 года
Вернувшись в Вирджинию в 1807 году Монро получил тёплый приём, и многие предлагали ему баллотироваться на президентских выборах 1808 года. После того, как Джефферсон отказался подтвердить договор Монро-Пинкни, Монро решил, что Джефферсон отклонил этот договор, чтобы не дать Монро обогнать Мэдисона на выборах. Из уважения к Джефферсону Монро согласился избегать активной агитации на президентский пост, но он не исключал возможности предпринимать попытки к этому. Демократическо-республиканская партия всё более раскалывалась; «Старые республиканцы» осуждали администрацию Джефферсона за отказ от истинных республиканских принципов. Они пытались заручиться поддержкой Монро в своём деле. План состоял в том, чтобы выдвинуть Монро на пост президента в 1808 году в сотрудничестве с Федералистской партией, которая имела поддержку в Новой Англии. Джон Рэндольф из Роанока возглавил борьбу против выдвижения Мэдисона. Однако Монро проиграл кампанию, и кандидатом от республиканцев-демократов стал Мэдисон. Монро публично не критиковал Джефферсона или Мэдисона во время кампании Мэдисона против федералиста Чарльза Пинкни, но отказался поддержать Мэдисона. Мэдисон победил Ч. Пинкни с большим отрывом, преодолев барьер везде, кроме одного штата, за пределами Новой Англии. Монро выиграл 3400 голосов в Вирджинии, но не получил поддержки в других штатах. После выборов Монро быстро помирился с Джефферсоном, но не разговаривал с Мэдисоном до 1810 года. Возвращаясь к частной жизни, он сконцентрировал внимание на сельском хозяйстве в своём поместье в Шарлоттсвилле.

## Государственный секретарь и военный министр
Монро вернулся в вирджинскую Палату Бюргеров, затем в 1811 году был избран на второй срок на пост губернатора Вирджинии, но служил лишь четыре месяца. В апреле 1811 года Мэдисон назначил его стал государственным секретарём, рассчитывая получить поддержку радикальной части демократов-республиканцев. Мэдисон уверил Монро, что их разногласия по поводу соглашения Монро — Пинкни было недоразумением, и тем смог восстановить дружбу с ним. Вступая в должность, Монро надеялся начать переговоры с Англией и Францией, чтобы прекратить нападения на американские торговые суда, и если Франция пошла навстречу, то Англия проявила неуступчивость. Монро долго работал над заключением мира с Англией, но в итоге склонился на сторону сторонников войны, таких, как Генри Клей. При поддержке Монро и Клея президент Мэдисон обратился к Конгрессу с просьбой объявить войну Англии, и 18 июня 1812 года его просьба была удовлетворена. Началась англо-американская война.
Война складывалась неудачно для США, и администрация Мэдисона стала думать о мире, но Англия отклонила все предложения. Когда военный секретарь Уильям Эстис подал в отставку, президент попросил Монро совместить должности госсекретаря и военного секретаря, но Сенат воспротивился его назначению, и место военного секретаря 13 января 1813 года занял Джон Армстронг. Вскоре Англия предложила заключить мир, и для переговоров была послана делегация во главе с Джоном Адамсом. Монро дал ему право заключить мир на любых условиях, лишь бы прекратить боевые действия и гарантировать американский нейтралитет.
Когда 24 августа 1814 года англичане заняли Вашингтон и сожгли Белый дом и Капитолий, Мэдисон сместил Армстронга с должности и обратился за помощью к Монро, назначив его военным секретарём 27 сентября 1814 года. Монро ушёл с поста государственного секретаря 1 октября, но никто не был назначен на эту должность, чтобы он продолжал выполнять обязанности госсекретаря. Таким образом, с 1 октября 1814 по 28 февраля 1815 года Монро фактически совмещал два поста в кабинете министров. Он приказал полковнику Джексону оборонять Новый Орлеан и поручил соседним штатам усилить Джексона ополчениями. Он призвал Конгресс объявить набор 100 000 человек в армию, увеличить жалованье солдатам и создать новый государственный банк для финансового обеспечения войны. Уже через несколько месяцев был заключён мир и страны вернулись в положение quo ante bellum, сохранив все прежние разногласия, но в Америке восприняли мир как победу, отчасти потому, что новости о мире пришли вскоре после того, как Джексон разбил англичан под Новым Орлеаном. Конгресс в итоге согласился создать национальный банк, и так возник Второй банк Соединённых Штатов.

## Президентство

### Кабинет Монро
Монро провёл сбалансированный выбор своего кабинета, назначив южанина Джона Кэлхуна военным министром, северянина Джона Куинси Адамса государственным секретарём. Оказалось, что Адамс отличный дипломат, а Келхун преобразовал Министерство обороны в лучшую сторону. По политическим мотивам Монро решил не предлагать Генри Клею должность государственного секретаря, чем лишил себя выдающегося дипломата с Запада.
Монро в значительной степени игнорирует старые направленности в формировании кабинета, что позволило снизить политическую напряжённость, и что дало начало «Эре Доброго Согласия». Для создания национального доверия он провёл два тура по стране в 1817 году. Все это приводит к отсутствию сильной оппозиции, тайные собрания республиканской фракции перестают проводиться, и на некоторое время Республиканская партия прекращает свою работу.

### Внутренние улучшения
Во время его президентства, Конгресс потребовал высокие субсидии для внутренних улучшений, таких как улучшение Камберленд-роуд. Монро наложил вето на Камберленд-роуд-билль, который предусматривает ежегодное улучшение дорог, потому что он считал его неконституционным для Правительства.

### Миссурийский компромисс
«Эра доброго согласия» продолжалась до 1824 года, когда Эндрю Джексон предположил коррупционный характер избрания председателем Палаты представителей Джона Куинси Адамса. Популярность Монро, однако, оставалась неизменной. Паника 1819 года вызвала болезненную экономическую депрессию. Поправки к законопроекту о постепенной ликвидации рабовладения в Миссури в Конгрессе встречают яростные дебаты. Миссурийский компромисс разрешил конфликт, позволив населению территории Миссури сформировать правительство и принять Конституцию штата, принял этот штат в Союз, равноправным с прежними штатами и в это же время принял в Союз свободный штат Мэн. Отныне и навсегда рабство запрещалось севернее 36° 30' с. ш. Миссурийский компромисс продолжался до 1857 года, когда он был признан Верховным Судом США неконституционным.

### Внешняя политика

#### Доктрина Монро
После наполеоновских войн, почти вся Латинская Америка восстала против испанского и португальского владычества и объявила о своей независимости. США приветствовали это известие. Адамс предложил задержать официальное признание этих стран до той поры, пока США не укрепят свои позиции во Флориде. Эта проблема была усилена претензиями России на побережье Тихого океана, и европейским давлением. Европейцы хотели вернуть Латинской Америке статус колонии. В марте 1822 года Монро сообщил конгрессу, что постоянные стабильные правительства были созданы в Соединённых провинциях Ла-Платы (современная Аргентина), Чили, Перу, Колумбии и Мексике. Джон Куинси Адамс, под руководством Монро, пишет инструкции для послов этих новых стран. Они заявили, что политика Соединённых Штатов готова поддержать республиканские институты власти и заключать торговые договоры на основе режима наибольшего благоприятствования нации. Соединённые Штаты будут поддерживать межамериканские конгрессы, посвящённые развитию экономических и политических институтов, принципиально отличающиеся от существующих в Европе. Артикуляции «американской системы» отличались от «европейской» основным принципом политики Монро в отношении Латинской Америки. Монро гордился, что Соединённые Штаты были первой страной, признавшей независимость латиноамериканских государств и ставшие примером для остального мира за его поддержку «дела свободы и человечности».
2 декабря 1823 года Монро обратился к Конгрессу с посланием, которое позже получила название «Доктрины Монро». Она провозглашала, что Америка должна быть свободной от будущей европейской колонизации и свободной от европейского вмешательства в дела суверенных стран. В ней также заявлялось намерение Соединённых Штатов Америки оставаться нейтральными в европейских войнах и войнах между европейскими державами и их колониями, и рассматривать новые колонии или вмешательство в политику независимых стран в Северной и Южной Америке, как враждебные акты в отношении Соединённых Штатов.
Доктрина Монро постановила, что Соединённые Штаты считают Западное полушарие не местом для европейской колонизации; что любые будущие усилия, для заполучения политического контроля в полушарии или нарушения независимости существующих государств будут рассматриваться как враждебный акт; и, наконец, что в мире существуют две различные и несовместимые политические системы. Поэтому Соединённые Штаты обещали воздерживаться от вмешательства в европейские дела и потребовали у Европы воздерживаться от вмешательства в американские дела.

«…Мы будем рассматривать любую попытку с их стороны (европейских держав) распространить свою систему на любую часть нашего полушария опасной для нашего спокойствия и безопасности». Предпринять такую попытку, по словам президентского послания, было
невозможно, «не ставя под угрозу наш мир и счастье».

#### Первая семинольская война
Переговоры с Испанией о покупке Флориды оказались в плачевном состоянии, особенно после вторжения генерала Эндрю Джексона на эту территорию. Но в основном за счёт умелой работы Джона Куинси Адамса, был подписан договор с Испанией в 1819 году по которому Флорида была передана Соединённым Штатам в обмен на $ 5.000.000 и отказ от любых претензий на Техас.

### Штаты, принятые в союз
- Миссисипи — 10 декабря 1817
- Иллинойс — 3 декабря 1818
- Алабама — 14 декабря 1819
- Мэн — 15 марта 1820
- Миссури — 10 августа 1821

## Последние годы жизни
4 марта 1825 года, когда срок его президентства закончился, Джеймс Монро переехал в своё имение Монро Хилл. Монро много задолжал во время своего пребывания в обществе. В результате он был вынужден продать Хайленд-Плантейшен. На протяжении всей своей жизни он не был финансово состоятельным, и плохое состояние здоровья его жены усугубило ситуацию.
После смерти жены в 1830 году Монро переехал в Нью-Йорк, чтобы жить со своей дочерью Марией Эстер Монро Говернер. Он скончался от сердечной недостаточности и туберкулёза 4 июля 1831 года, став третьим президентом, умершим 4 июля. Первоначально был похоронен в Нью-Йорке в семейном склепе Говернеров. Двадцать семь лет спустя — в 1858 году — перезахоронен на кладбище Холливуд в Ричмонде. Гробница Джеймса Монро — национальный исторический памятник США.
Монро является последним президентом США, чьей фотографии не существует, а также последним, кто одевался по моде XVIII века в кюлоты, находясь в должности.

## Брак и семья
16 февраля 1786 года Монро женился в Нью-Йорке на Элизабет Кортрайт (1768—1830). Она была дочерью Ханны Аспинволл Кортрайт и Лоуренса Кортрайта, богатого торговца и бывшего британского офицера. Монро познакомился с ней во время службы в Континентальной армии. После короткого медового месяца на Лонг-Айленде, Монро вернулись в Нью-Йорк, чтобы жить со своим отцом, пока Конгресс продолжал работу. Затем они переехали в Вирджинию, поселившись в 1789 году в Шарлоттсвилле. Они купили поместье, известное как Эш-Лоун-Хайленд, и в 1799 году обосновались здесь. У Монро было трое детей:
- Элиза Монро Хей родилась во Фредериксберге, штат Вирджиния, в 1786 году, и получила образование в Париже в школе мадам Кампан, когда её отец был послом Соединённых Штатов во Франции. В 1808 году она вышла замуж за Джорджа Хэя, известного адвоката из Вирджинии, который работал прокурором в судебном процессе по делу Аарона Берра, а затем — окружного судьи США. Она умерла в 1840 году.
- Джеймс Спенс Монро, появившись на свет в 1799 году, прожил всего шестнадцать месяцев.
- Мария Эстер Монро (1804—1850). 8 марта 1820 года вышла замуж за своего двоюродного брата Сэмюэля Л. Говернера. Это была первая свадьба ребёнка президента, которая прошла в Белом доме.

## Образ в кино
- «Разделённые сердца[англ.]» (США, 1936). В роли Джеймса Монро — актёр Джон Эллиот
- «Романтика Луизианы» / Romance of Louisiana (США, 1937). В роли Джеймса Монро — актёр Эддисон Ричардс[англ.]